# Maria Bonomi
Maria Anna Olga Luisa Bonomi (Meina, 8 de julho de 1935) é uma artista plástica ítalo-brasileira que trabalha como gravadora, escultora, pintora, muralista, curadora, figurinista, cenógrafa e professora.

## Biografia
Neta de Giuseppe Martinelli, construtor do primeiro arranha-céu da América Latina, o Edifício Martinelli, datado de 1929, emigrou para o Brasil em 1946, fixando-se em São Paulo. No início da década de 1950, estudou pintura e desenho com Yolanda Mohalyi e Karl Plattner (1919-1989). Em 1954, inicia-se na gravura, com Lívio Abramo. 
Realizou sua primeira exposição individual em 1956, na cidade de São Paulo. No mesmo ano, recebe uma bolsa de estudos da Ingram-Merrill Foundation e estuda no Pratt Institute Graphics Center, em Nova York. Paralelamente, na Columbia University, estuda gravura  e teoria da arte. 
De volta ao Brasil, frequenta a oficina de gravura em metal de Johnny Friedlaender (1912-1992), no Museu de Arte Moderna do Rio de Janeiro (MAM/RJ), em 1959. Em 1960, em São Paulo, funda o Estúdio Gravura, com Lívio Abramo, de quem foi assistente até 1964. A partir dos anos 1970, passa a dedicar-se também à escultura. Produz também grandes painéis para espaços públicos.
Em 1999, defende sua tese de doutorado Arte Pública. Sistema Expressivo/Anterioridade, na Escola de Comunicações e Artes da Universidade de São Paulo (ECA/USP).
Em 2001, foi agraciada com a comenda da Ordem do Rio Branco e, em 25 de outubro de 2010, recebeu a Ordem do Ipiranga, no grau Grande Oficial, pelo Governo do Estado de São Paulo.
A artista foi uma das personagens reais retratadas pelos autores Alcides Nogueira e Maria Adelaide Amaral na minissérie Um Só Coração, exibida em 2004 pela Rede Globo, tendo sido interpretada pela atriz Maria Luísa Mendonça.

## Mostras

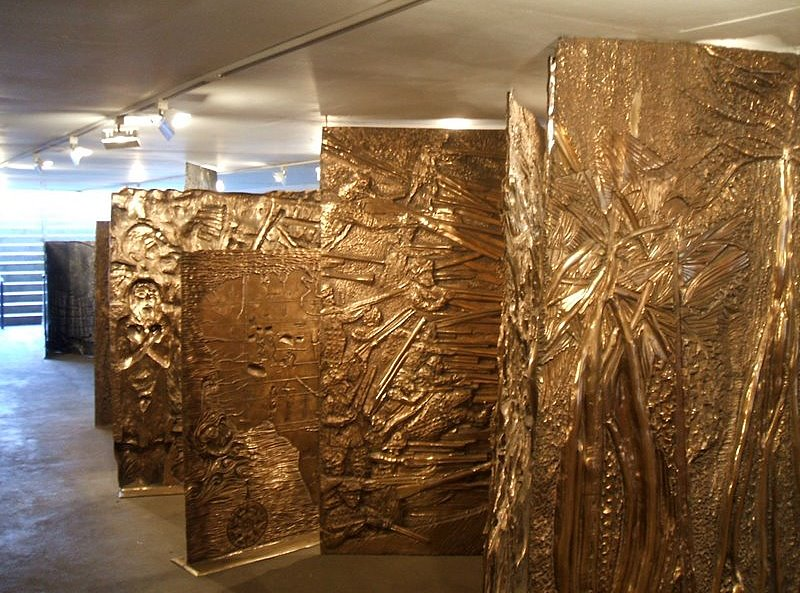
Painel Etnias, de Maria Bonomi. Memorial da América Latina, São Paulo.

Maria Bonomi participou da 36ª Bienal de Veneza, 1972; da 2ª Bienal de Havana (Cuba), 1986; da 11ª Bienal Ibero Americana de Arte-Litografia del Fin de Siglo a 200 Años de su Invención, no Museo del Palacio de Bellas Artes na Cidade do México, 1998. No Brasil tem participado frequentemente de exposições em São Paulo e no Rio de Janeiro.

## Homenagem à Imigração Italiana no Brasil
Em 2025, Maria Bonomi criou uma escultura especial para o Prêmio Ciccillo Matarazzo per Italiani nel Mondo, comemorando os 150 anos da imigração italiana no Brasil. A obra, em bronze e aço, simboliza a fusão entre o "velho mundo" e o "novo mundo", representando a jornada dos imigrantes italianos em busca de uma nova vida no país. Elementos como casas italianas, uma vela de navio e formas ascendentes evocam a esperança e a prosperidade dos que chegaram ao Brasil.